# 9 (álbum de Alice Nine)
9 é o quinto álbum de estúdio da banda japonesa de visual kei Alice Nine. O álbum foi lançado em 22 de fevereiro de 2012.
9 foi lançado em dois formatos: uma edição limitada com um DVD exclusivo e uma edição regular. O DVD incluído na edição limitada do álbum apresenta um vídeo para a música "Subete e (すべて へ)", bem como uma versão multi-ângulo do vídeo da música com foco em um dos cinco membros da banda e um documentário making-of para o vídeo da música. O álbum foi precedido por três singles: "Blue Flame", lançado em junho de 2011, e "Heart of Gold", lançado em setembro de 2011, e finalmente, Niji no Yuki em 21 de dezembro de 2011.
Após o lançamento, a banda embarcou em quatro turnês no Japão intitulada Alice Nine "Court of '9'" #1-4.
Um evento para os compradores do álbum foi realizado nos dias 25 e 26 de fevereiro em Harajuku. No primeiro dia foi realizada entrega de pôsteres e no segundo uma sessão de autógrafos com um talk show.

## Recepção
Alcançou a décima segunda posição nas paradas da Oricon Albums Chart e ficou na parada por três semanas.

## Faixas
| N.º            | Título                            | Duração |  |
| 1.             | "Heavenly Tale"                   | 4:25    |  |
| 2.             | "The Arc"                         | 4:42    |  |
| 3.             | "GALLOWS"                         | 3:45    |  |
| 4.             | "Hanakasumi" (花霞)               | 5:02    |  |
| 5.             | "BLUE FLAME"                      | 4:40    |  |
| 6.             | "Hello, World" (ハロー、ワールド) | 4:47    |  |
| 7.             | "Niji no Yuki" (虹の雪)           | 4:24    |  |
| 8.             | "Linear" (リニア)                 | 4:24    |  |
| 9.             | "Apocalypse [It’s not the end]"   | 3:45    |  |
| 10.            | "Heart of Gold"                   | 3:21    |  |
| 11.            | "Subete e" (すべてへ)             | 5:38    |  |
| Duração total: | Duração total:                    | 55:04   |  |

## Ficha técnica

### Alice Nine
- Shou (将) – vocal
- Hiroto (ヒロト) – guitarra
- Tora (虎) – guitarra
- Saga (沙我) – baixo
- Nao (ナオ) – bateria